# Paines Brook
Der Paines Brook ist ein Wasserlauf im London Borough of Havering, England. Er entsteht als Carter’s Brook  nördlich von Romford und fließt unter dem Namen Paines Brook durch den Stadtteil Harold Hill in südlicher Richtung bis zu seiner Mündung in den Oberlauf des Ingrebourne River.